# Ysabel (A06)
Ysabel (A06) — іспанське військове логістичне судно типу ролкер. Збудоване у 2003 році як цивільне вантажне судно «Galicia». У 2020 році його придбали ВМС Іспанії.

## Історія
Судно було замовлене у 2003 році логістичною компанією Suardiaz. Будувалося на корабельні Hijos de J. Barreras у місті Віго. Кіль був закладений 21 березня 2003 року, а судно спущено на воду 24 вересня 2003 року. Корабель отримав назву Galicia.

### Цивільна служба

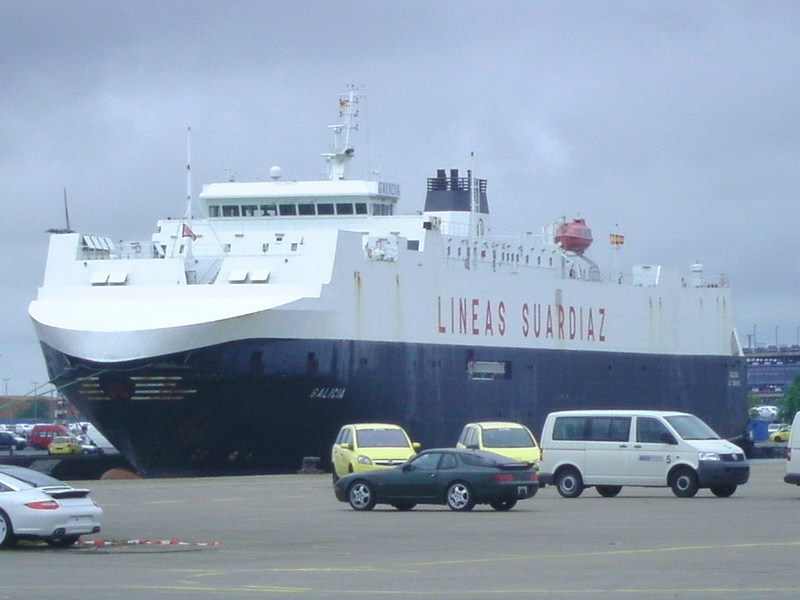
Судно Galicia у 2010 році

Судно Galicia займалося перевезенням автомобільної техніки від порту Віго до Сен-Назера (Франція), а з 2017 року до Танжера (Марокко) під португальським прапором. У жовтні 2019 року неподалік порту Кангас на Galicia сталася пожежа в допоміжному двигуні, через що він залишився без силової установки. Його довелося рятувати двома буксирами.

### Військова служба
Наприкінці 2020 року Міністерство оборони Іспанії придбало корабель за 7,5 млн євро та перейменувало його на «Ysabel (A06)». ВМС Іспанії терміново потрібна була заміна транспортних кораблів El Camino Español (A05) і Martín Posadillo (A04), виведених з експлуатації в 2019 і 2020 роках відповідно. Ysabel мала більш ніж удвічі більшу місткість, ніж обидва ці судна разом узяті. Судно призначено для забезпечення переміщення військ і транспортних засобів з материкової Іспанії до Сеути, Мелільї та Канарських і Балеарських архіпелагів, а також для міжнародного розгортання армії. Після реконструкції судно було приписано до порту Картахени. 1 лютого 2022 року корабель почав свою експлуатацію в службі матеріально-технічного забезпечення армії.
У квітні 2022 року судно Ysabel доставило до Польщі вантаж зброї для України, яка протистоїть російському вторгненню.